# Манас (национални парк)
Национални парк Манас је национални парк, УНЕСКО-ово природно светско наслеђе, резерват тигрова, резерват слонова и резерват биосфере у Асаму у Индији. Смештено у подножју Хималаја, смештено је са Националним парком Ројал Манас у Бутану. Парк је познат по ретким и угроженим ендемским дивљинама, као што су Асамова корњача, чекињасти кунић, златни лангур и патуљаста свиња. Манас је познат по популацији дивљих водених бивола.

## Историја
Национални парк Манас проглашен је светим местом 1. октобра 1928. године површине 360 km². Био резерват Манас створен је 1973. Пре проглашења светилишта, то је била шума под називом Манас Р.Ф. и Северни Камруп Р.Ф. Користили су га краљевска породица Коч Бехар и Раја од Гаурипур као резерват за лов. Година 1951. и 1955. површина је повећана на 391 km². УНЕСКО га је у децембру 1985. године прогласио светском баштином. Кахитама Р.Ф. Кокилабари Р.Ф. и Панбари Р.Ф. су додати 1990. године да би се формирао Национални парк Манас. Унеско га је 1992. прогласио светском баштином у опасности због тешког криволова и терористичких активности. Дана 25. фебруара 2008. површина је повећана на 950 km². Дана 21. јуна 2011. уклоњен је са Списка светске баштине у опасности и похваљен за напоре у очувању.
У језгру националног парка постоји само једно шумско село, Пагранг. Осим овог села парк окружује још 56 села. Много више рубних села директно или индиректно зависе од парка.

## Географија
Подручје парка спада у следеће области: Чиранг, Бакса у аутономној територијалној регији, тј. Бодоланд у држави Асам у Индији.
Парк је подељен на три ланца. Западни домет је смештен у Панбарију, централни у Бансбарију близу Барпет пута, а источни у Бујиапара-и близу Патсале. Путеви нису добро повезани; док се за одлазак од центра до Панбарија потребно прећи две велике реке, постоји стаза која повезује центар са источним делом. Већина посетилаца долази у Бансбари, а затим проводе неко време у шуми код Матангурија на реци Манас на бутанској граници.
Манас се налази у подножју источне Хималаја и густо је пошумљен. Река Манас протиче западно од парка и главна је река у њему. Она је главна притока реке Брахмапутра и дели се на две одвојене реке, Бврси и Болкадуба, док досеже равнице. Пет осталих мањих река такође протиче кроз национални парк који лежи на широкој, ниско лежећој алувијалној тераси која се простире испод подножја спољне Хималаје. Река Манас такође служи као међународна граница која дели Индију и Бутан. Темељну основу подручја саване на северу парка чине кречњак и пешчар, док травњаци на југу парка стоје на дубоким наслагама наплавина. Комбинација субхималајске формације Бабар Терај, заједно са речном сукцесијом која се наставља до субхималајске планинске шуме, чини је једним од најбогатијих подручја биодиверзитета на свету. Подручје парка је 950 km2 (370 sq mi) и налази се на надморској висини од 61–110 метара (200–361 фт) изнад средњег нивоа мора.
Клима: Минимална температура је око 15 °C (59 °F), а максимална температура око 37 °C (99 °F).
Обилне падавине се јављају између маја и септембра. Просечна годишња количина падавина је око 333 центиметра (131 инча).

## Флора
Вегетација: Монсунске шуме Манаса леже у полузеленом шумској екорегии долине Брамапутра. Комбинација суб-хималајске формације Бабар Терај са речном сукцесијом која води до хималајских суптропских широколисних шума чини је једним од најбогатијих подручја биодиверзитета на свету.
Велики део речне суве листопадне шуме је у раној фази сукцесије. Замењује је влажна листопадна шума далеко од водених токова, што наслеђује полу-зимзелена шума у северном делу парка. Из зоне језгра забележене су укупно 543 биљне врсте. Од тога су 374 врсте двосупнице (укључујући 89 стабала), 139 врста монокотиледона и 30 врста птеридофита и гимносперма. Уобичајена стабла у парку укључују:  Aphanamixis polystachya, Anthocephalus chinensis, Syzygium cumini, Syzygium formosum, Syzygium oblatum, Bauhinia purpurea, Mallotus philippensis, Cinnamomum tamala, Actinodaphne obvata, Bombax ceiba, Sterculia villosa, Dillenia indica, Dillenia pentagyna, Careya arborea, Lagerstroemia parviflora, Lagerstroemia speciosa, Terminalia bellirica, Terminalia chebula, Trewia polycarpa,[7] Gmelina arborea, Oroxylum indicum и Bridelia.

## Фауна
У парку је забележено 55 врста сисара, 380 врста птица, 50 гмизаваца и 3 врсте водоземаца. Од ових дивљих животиња, 21 сисар су индијски сисари од којих је 31 угрожен.
Фауна парка укључује врсте као што су: индијски слон, индијски носорог, гаур, водени биво, барасинга, индијски тигар, индијски леопард, облачасти леопард, азијска златна мачка, азијски дивљи пас, покривене лангуре, златне лангуре, асамски макаки, лењи лорији, хоолок гибони, глатка индијска видра, медвед уснаш, златни јелен, мунтжак, свиње, црни пантер, самбарски јелени и хитали.

## Галерија
- Река
- Слон
- Поглед са планина
- Залазак